# Декскетопрофен
Декскетопрофен (англ. Dexketoprofen, лат. Dexketoprofenum) — синтетичний препарат, що є похідним пропіонової кислоти та належить до групи нестероїдних протизапальних препаратів. Декскетопрофен може застосовуватися як перорально, так і парентерально (внутрішньовенно та внутрішньом'язово). За своїм хімічним складом є правообертаючим (S(+)-ізомером) кетопрофену. Декскетопрофен уперше синтезований в Італії в лабораторії компанії «Menarini», та уперше допущений до клінічного використання на території Європейського Союзу у вигляді форми для перорального застосування з 1998 року, та ін'єкційної форми — з 2002 року.

## Фармакологічні властивості
Декскетопрофен — синтетичний препарат, що є по хімічній структурі похідним пропіонової кислоти та належить до групи нестероїдних протизапальних препаратів. За своїм хімічним складом є правообертаючим (S(+)-ізомером) кетопрофену. Механізм дії препарату, як і інших представників групи нестероїдних протизапальних препаратів, полягає у інгібуванні ферменту циклооксигенази, яка забезпечує перетворення арахідонової кислоти у простагландини, у тому числі у вогнищі запалення. Декскетопрофен є неселективним інгібітором циклооксигенази, і діє як на циклооксигеназу 1 типу (ЦОГ-1), так і на циклооксигеназу 2 типу (ЦОГ-2). Декскетопрофен має більш виражений знеболювальний ефект у порівнянні з рацемічним кетопрофеном, та в порівнянні з більшістю інших нестероїдних протизапальних препаратів (ібупрофеном, парацетамолом, диклофенаком, кеторолаком), а також порівняльний ефект із наркотичними анальгетиками (омнопоном, трамадолом), а за необхідності застосування препарату сумісно із наркотичними анальгетиками посилює дію останніх, та сприяє зниженню дози наркотичних анальгетиків. При застосуванні декскетопрофену спостерігається також менша кількість побічних ефектів, ніж при застосуванні рацемічного кетопрофену. Декскетопрофен має вищу швидкість всмоктування та коротший період дії у порівнянні з кетопрофеном, що дає можливість ефективного застосування препарату при станах, які потребують швидкого та нетривалого знеболення (таких як зубний біль або дисменорея).

### Фармакодинаміка
Декскетопрофен швидко та повністю всмоктується при пероральному застосуванні, максимальна концентрація препарату в крові досягається у середньому протягом 30 хвилин (від 15 до 60 хвилин). Після внутрішньом'язового застосування максимальна концентрація препарату досягається протягом 20 хвилин. Декскетопрофен добре зв'язується з білками плазми крові. Після застосування дія препарату розпочинається в середньому за 30 хвилин, і триває 4—6 годин. Препарат проходить через плацентарний бар'єр, даних за виділення декскетопрофену в грудне молоко немає. Метаболізується препарат у печінці з утворенням неактивних метаболітів. Виводиться декскетопрофен із організму переважно із сечею. Період напіввиведення препарату становить у середньому 1,65 години (при внутрішньом'язовому застосуванні становить від 1,2 до 2,7 годин), цей час може збільшуватися при печінковій та нирковій недостатності, і в осіб похилого віку.

## Показання до застосування
Декскетопрофен застосовується для симптоматичного лікування больового синдрому легкої та середньої інтенсивності при гострих та хронічних захворюваннях опорно-рухового апарату, дисменореї, зубному болю, при нирковій кольці та у післяопераційному періоді.

## Побічна дія
При застосуванні декскетопрофену можуть спостерігатися наступні побічні ефекти:
- З боку шкірних покривів та алергічні реакції — нечасто (0,1—1%) висипання на шкірі, дерматит, свербіж шкіри, гіпергідроз, гарячка; рідко (0,01—0,1%) кропив'янка; дуже рідко (менше 0,01%) синдром Стівенса-Джонсона, фотодерматоз, синдром Лаєлла, набряк Квінке, набряк обличчя, задишка, бронхоспазм.
- З боку травної системи — часто (1—10%) нудота, блювання; нечасто (0,1—1%) диспепсія, метеоризм, діарея, біль у животі, сухість у роті, печія, блювання кров'ю; рідко (0,01—0,1%) загострення виразкової хвороби (у тому числі шлунково-кишкові кровотечі та перфорація виразки), жовтяниця; дуже рідко (менше 0,01%) панкреатит, порушення функції печінки.
- З боку нервової системи — нечасто (0,1—1%) головний біль, головокружіння, сонливість або безсоння, нечіткість зору; рідко (0,01—0,1%) парестезії, втрати свідомості.
- З боку серцево-судинної системи — нечасто (0,1—1%) артеріальна гіпотензія, гіперемія обличчя; рідко (0,01—0,1%) тахікардія, екстрасистолія, артеріальна гіпертензія, при внутрішньовенному введенні — тромбофлебіт.
- З боку сечостатевої системи — рідко поліурія, ниркова колька, протеїнурія, гостра ниркова недостатність, нефротичний синдром, порушення менструального циклу.
- Зміни в лабораторних аналізах — нечасто (0,1—1%) анемія; рідко (0,01—0,1%) гіперглікемія, гіпоглікемія, підвищення рівня тригліцеридів у крові; дуже рідко тромбоцитопенія, нейтропенія.

## Протипокази
Декскетопрофен протипоказаний при підвищеній чутливості до препарату та інших нестероїдних протизапальних препаратів, загостренні виразкової хвороби шлунку та дванадцятипалої кишки, шлунково-кишковій кровотечі або при схильності до кровотеч іншого генезу, виражених порушеннях функції печінки та нирок, важкій серцевій недостатності, бронхіальній астмі, хворобі Крона та неспецифічному виразковому коліті, вагітності та годуванні грудьми. Декскетопрофен в Україні не рекомендований для застосування у дітей.

## Форми випуску
Декскетопрофен випускається у вигляді таблеток по 0,025 г.; та ампул по 2,0 мл 2,5% розчину. Розроблена також форма для місцевого застосування у вигляді 1,25% гелю.